# Bánffy-palota (Kolozsvár)

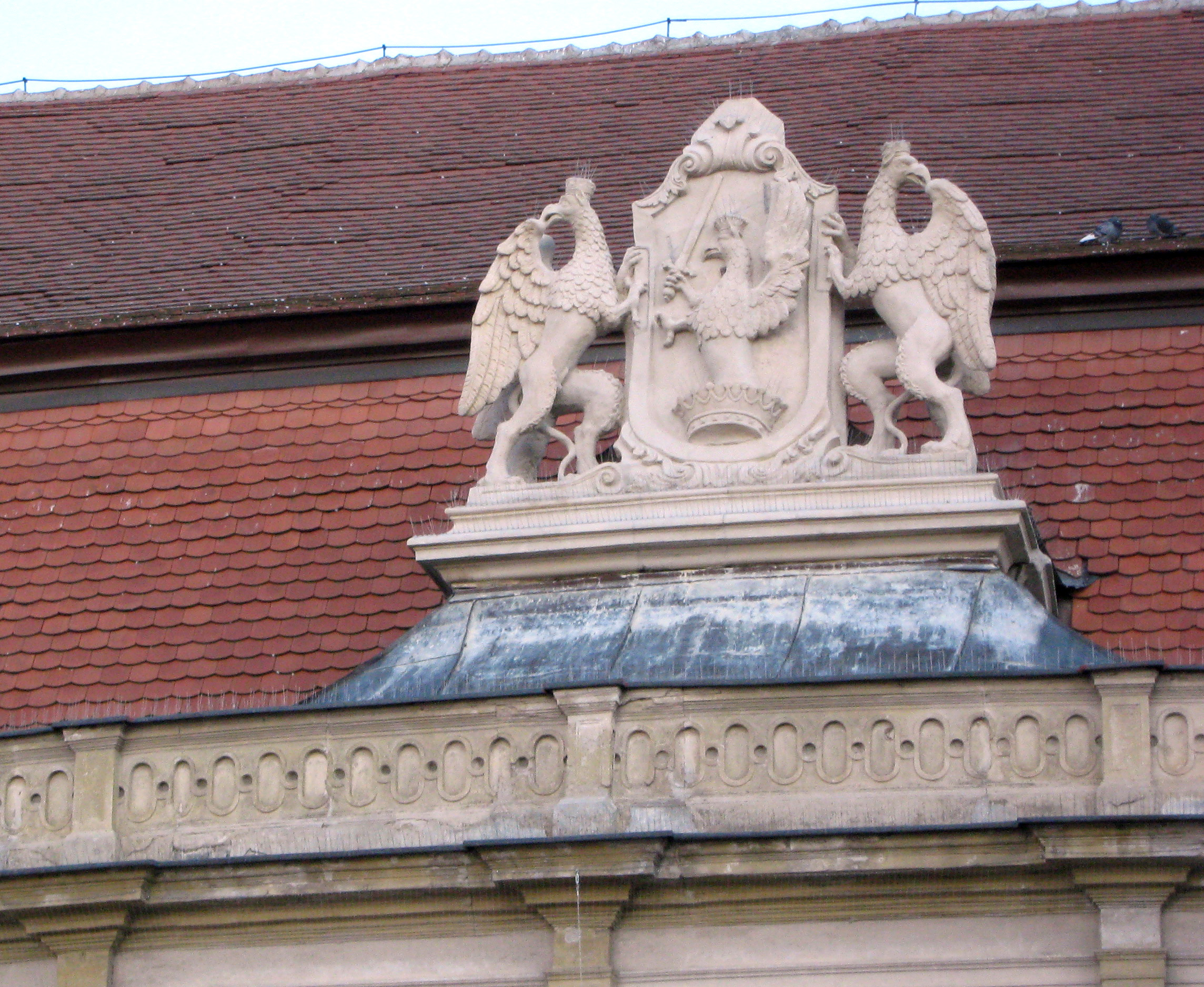
A Bánffy-címer a főhomlokzaton

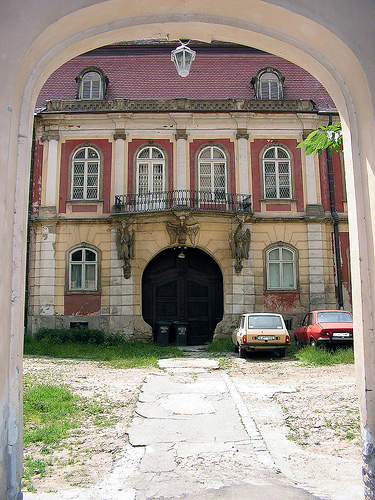
A palota belső udvara

A kolozsvári Bánffy-palota (románul: Palatul Bánffy) Kolozsvár főterének keleti oldalán álló barokk épület a 18. századból, amely a város Szépművészeti Múzeumának ad helyet. A romániai műemlékek  jegyzékében a CJ-II-m-A-07497 sorszámon szerepel.
Az igényes módon kialakított épület példaként szolgált a gubernium Kolozsvárra helyezésével megélénkült város építészetének.

## Története
Az építtető Bánffy György, Erdély kormányzója volt. A Bánffy családnak már a 16. században volt itt egy  kisebb háza, majd az építkezés céljára a kormányzó felvásárolta a szomszéd telkeket is. A palota terveit 1773-ban készítette el Johann Eberhard Blaumann Würzburgból elvándorolt nagyszebeni városi építőmester, az alkalmazandó építészeti rendeket is pontosan meghatározó építési szerződést 1774. január 28-án írták alá. Az 5-6 évre kiterjedő szavatossági idő abban a korban szokatlanul hosszúnak számított, de ezt a magas munkadíj (12000 rajnai forint, 200 veder bor és 50 köböl búza) ellentételezte. A kőfaragási munkákért (párkányok, szalagdíszek, ajtó- és ablakkeretek stb.) további 3979 forint 32 krajcárt kapott. A palota szobordíszeinek elkészítésével nem őt, hanem Erdély akkor leghíresebb szobrászát, Anton Schuchbauert bízták meg.
A nagy kihívást jelentő és jól fizető munka miatt Blaumann elhanyagolta nagyszebeni kötelezettségeit, így 1776 őszén a városi tanács felfüggesztette állásából. Jelentős szerepe volt az építésben Anton Überlacher ácspallérnak is, aki a fedélszerkezetet, stukatúra-gerendákat, illetve az ajtó- és ablakbélletek elkészítésére vállalkozott. A faanyagot Bánffy György jobbágyai termelték ki a Gyalui-havasokból. Az asztalosmunka, a csatornázás, az üvegezés, a kályhák mind a legkeresettebb mesterek nevéhez fűződnek (Anton Richter, Dominikus Hoffmann, Matkó István, Martin és Michael Honigberger, Johannes Reich, Paul Pischof). Az 1774-ben elkezdett építkezés 1785 tavaszán fejeződött be és összes költsége 39-40000 forint körül lehetett, ami még a gazdag Bánffyak számára is nagy anyagi terhet jelentett.
A kormányzó 1790-től 1822-ben bekövetkezett haláláig az épületben lakott feleségével, Palm Jozefa grófnővel. Utána a palota egy ideig kormányzói lakásként funkcionált. Szóba jött az is, hogy a város megvásárolja tanácsháza céljára, de elvetették ezt a tervet és új városházát építettek. Az 1840-es években a történetírással foglalkozó gróf Teleki József is itt lakott.
1817. augusztus 18. és 27. között, amikor Kolozsvárt először látogatta meg Habsburg uralkodó, I. Ferenc magyar király, osztrák császár, negyedik feleségének, Karolina Auguszta királynénak kíséretében a Bánffy-palotában szálltak meg. A látogatás emlékét a főhomlokzaton elhelyezett empire emléktábla örökítette meg. Szintén a palotában lakott I. Ferenc József 1852. augusztus 2–4., illetve 1887. szeptember 22–24 között.
1879-ben Liszt Ferenc szállt meg a palotában. 1898-tól a Nemzeti Kaszinónak is otthont adott a palota. 1902-ben lebontották a hátsó udvaron található díszes istállót, amelynek helyére az 1920-as években bérház épült, amelyben egy mozi kapott helyet, Rózsa Sándor Apollo nevű „villany-színháza”. Ebben a bérházban lakott és alkotott a 20. század kiváló fametszőművésze, Gy. Szabó Béla is. Az 1910-es években itt működött a Magyar Leszámítoló és Pénzváltó Bank Erdélyrészi Fiókosztálya. A palota udvarán hosszú ideig Nagy Gábor előkelő kávéháza üzemelt.
1951 februárjában a város elöljárósága elhatározta, hogy kiürítteti a Bánffy-palotát, s benne Szépművészeti Múzeumot létesít; a kiürítés 1954 nyaráig húzódott. A múzeumot 1965. december 30-án nyitották meg az eredeti pompájában helyreállított palotában. A belső udvart elfoglaló moziépületet 1974-ben bontották le. A közelmúltban fedezték fel újra pincerendszerét, ahol gótikus ajtókeretek kötik össze a különböző termeket. A palota mai képe az 1960-1970-es évek helyreállításai során alakult ki, a földszinti termek nagy részét újraboltozták és megpróbálták visszaállítani az eredeti helyiségosztást A főhomlokzat eredeti üzletbejáratait ablakokká alakították át. 2005-ben újabb beruházás kezdődött a Bánffy-palota modern helyreállítására.
2013-ban a kastély egy részét a bíróság Bánffy György egyik házvezetőnőjének román anyanyelvű utódainak ítélte. Daniel Barbu művelődési miniszter azt nyilatkozta, hogy mindent meg fog tenni a visszavásárláshoz szükséges források megteremtéséért. Az ítélet 2019-ben vált jogerőssé; 2022-ben a Kolozs megyei tanács döntött a palota felosztásáról, mivel az örökösök elutasították a pénzbeli kárpótlást. Az új tulajdonosoknak még öt évig biztosítaniuk kell a múzeumi rendeltetést.

## Leírása
A palota 66 x 48,2 méteres téglalap alaprajzú; a belső udvara 26,4 méter oldalú négyzet. Fő homlokzata nyugatra, a térre néz. A tizenöt tengelyes díszes főhomlokzat ívelt alaprajzú középrizalittal rendelkezik, amely a hétoszlopos erkélyt (loggiát) tartja. A középrizalitban háromnyílású kapubejáró található. Az erkély nyílásai közé kerültek a császári látogatások emléktáblái. A palota kapuzata feletti ívelt erkélyt egykoron még a kilencágú koronát is megjelenítő griffes Bánffy-címer koronáz. A homlokzat attikáján mitológiai istenszobrok (Mars, Minerva, Apollo, Diana, Herkules, Perszeusz) és rokokó urnák sorakoznak. A szobrokat Anton Schuchbauer faragta. A többi faragvány elkészítésében szebeni és kolozsvári mesterek segítették (Josef Edlinger, Josef Hoffmayer), akiket Gottfried Hartmann irányított (legfontosabb műve a palotán az oszlopos erkély).
Hátsó homlokzata főkapuja feletti erkélyét griffmadarak tartják. Az emeleti félköríves nyíláskereteket allegorikus büsztök díszítik: a négy főelem (Tűz, Víz, Levegő, Föld) puttóalakjai az erkélyen, illetve a négy évszak és a négy földrész (Európa, Ázsia, Afrika, Amerika) figurái a belső udvar fele néző emeleti nyitott folyosón.
Az oldalsó szárnyak egy sor helyiséget, az első és hátsó szárny két sor helyiséget tartalmaznak. Az udvart faragott oszlopfős emeleti körfolyosó díszíti. A földszinti termek csehsüveg- vagy fiókos dongaboltozatainak nagy részét újraépítették, akárcsak az északi galéria pilléreit. Az emeleti helyiségket, az úgynevezett Bánffy-lakosztály, gazdagon díszített: az eredeti lunettás ablakbetétek, supraportás ajtókeretek, ajtó-és ablaktáblák a helyükön vannak. A központi fűtés bevezetésével kiváltott kályhák helyét stukkódíszes kályhafülkék jelzik. A palota belső berendezései eltűntek vagy elpusztultak, az egyetlen fennmaradt emlék egy griffel díszített aranyozott szán.